# Clifford Chambers
Clifford Chambers – wieś w Anglii, w hrabstwie Warwickshire, w dystrykcie Stratford-on-Avon. Leży 16 km na południowy zachód od miasta Warwick i 132 km na północny zachód od Londynu. Miejscowość liczy 418 mieszkańców.